# فادیه نجیب ثابت
فادیه نجیب ثابت (به عربی: فادية نجيب ثابت) فعال حقوق بشر و دانشجوی کارشناسی ارشد اهل یمن در ایالات متحده آمریکا است. در سال ۲۰۱۷، جایزه بین‌المللی زنان شجاع به وی اهدا شد.
فادیه نجیب ثابت که در طول درگیری‌های اخیر در جنوب یمن بعنوان مسوول حمایت از کودکان دربارهٔ سوءاستفاده از کودکان گزارش تهیه می‌کرد، در جریان تلاش‌هایش برای محافظت از کودکان منطقه از القاعده و شبه نظامیان حوثی، به‌طور مداوم با خطر مرگ روبرو می‌شد. او با کارهای شجاعانه‌اش پسران جوان را از پیوستن به القاعده منصرف کرد، به‌کارگیری کودکان سرباز را توسط «انصار الشریعه»، شاخه یمنی القاعده، افشا کرد، و پرونده‌هایی از مین‌گذاری گروه‌های مسلح مختلف، آدم‌ربایی، تجاوز و سایر موارد نقض حقوق بشر آن‌ها را برای شورای امنیت سازمان ملل متحد تهیه‌کرد. اعتقاد نجیب ثابت بر این اساس بود که کودکان بکار گرفته‌شده توسط شبه نظامیان افراطی مجرم نیستند، بلکه قربانی‌اند. او با اولیا، مربیان، جوامع، کودکان و نهایتاً با سازمان ملل در تماس بود تا برنامه‌ای برای نجات کودکان از جنگ در جنوب یمن تهیه کند. وی همچنان از طرف کودکان محروم و بی‌خانمان با کمیته پناهندگان آمریکا همکاری می‌کند.
در سال ۲۰۱۶ وی به ایالات متحده مهاجرت کرد. او تصمیم گرفت تا مدرک کارشناسی ارشد خود را در واشینگتن دی سی در مؤسسه فارغ‌التحصیل مدرسه آموزش بین‌المللی بگیرد.